# SNCF BB 17000 sorozat
Az SNCF BB 17000 sorozat egy B'B' tengelyelrendezésű francia 25 kV 50 Hz AC áramrendszerű villamosmozdony-sorozat. Az SNCF üzemelteti a Párizs környéki elővárosi vonalakon a VB2N típusú személykocsikkal. Az Alstom 1965 és 1968 között összesen 105 db-ot gyártott a mozdonyból.

## Története

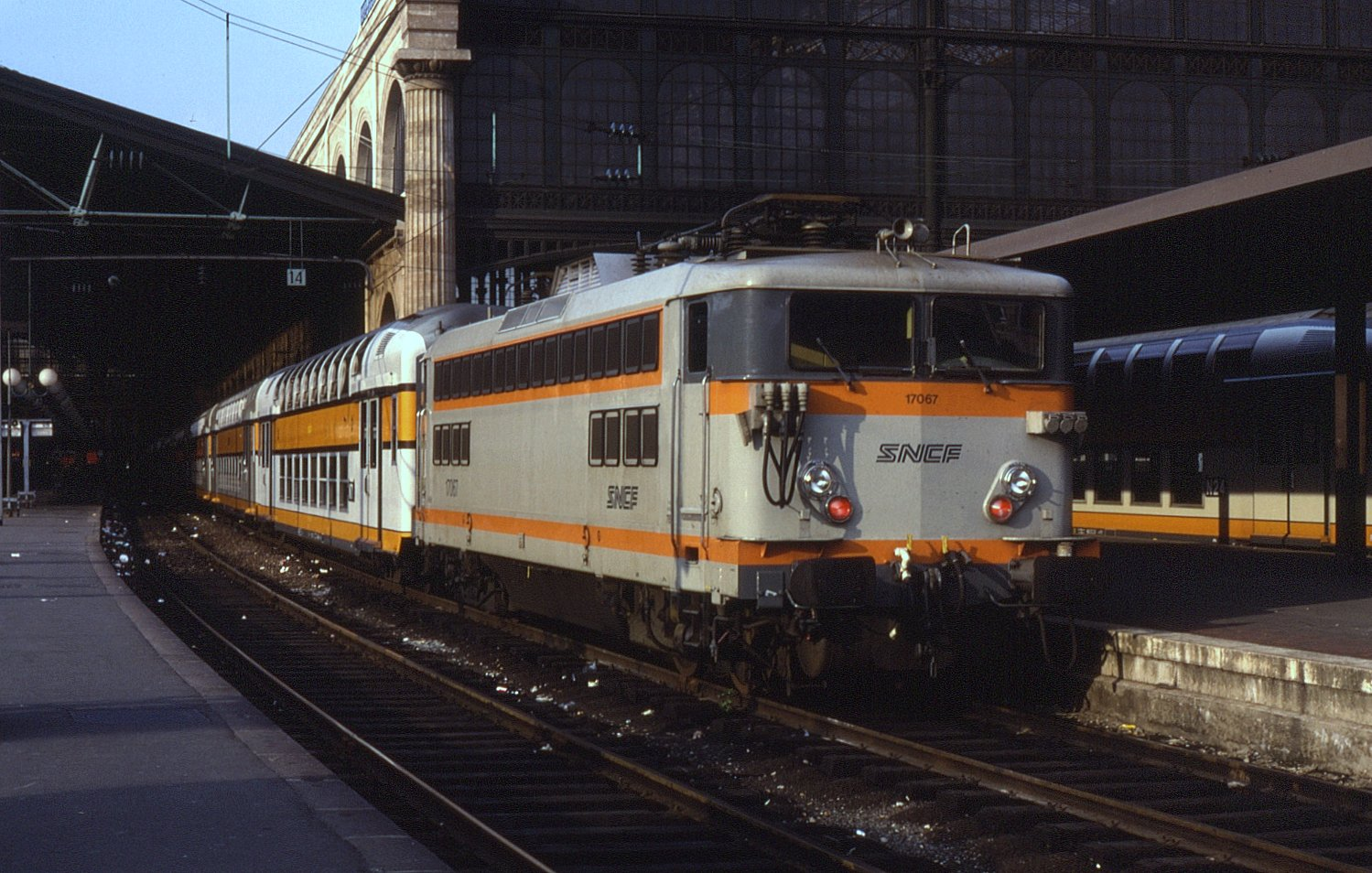
BB 17067 a "Béton" színösszeállításban

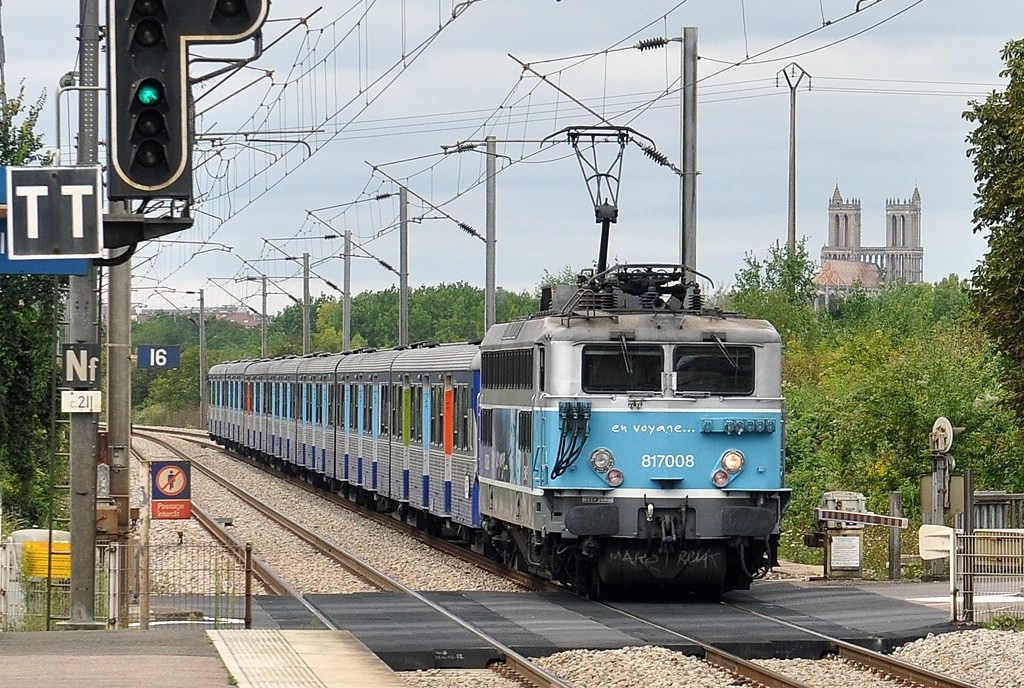
BB 17008 "En Voyage" színösszeállításban Rame inox kocsik előtt

A mozdonyok a "BB Alsthom" nagy sorozatához tartoznak. Ezeket a mozdonyokat táncosnőknek is nevezték, mert hajlamosak voltak a ringatózásra. 1968-ig összesen 105 darab BB 17000 mozdony készült. Számos testvérmozdonya is van, amelyek nagyon hasonlóak: 146 BB 8500, 294 BB 16500, 13 BB 20200 és 194 BB 25500.
Az 1960-as években az SNCF-nek az új, 25 000 V-os egyfázisú áramrendszerhez megfelelő mozdonyokra volt szüksége. Ezért a BB 17000 sorozatot két változatban rendelték meg és gyártották. Összesen 105 példány készült 1968-ig. Ezeket 2007 óta fokozatosan kivonták a forgalomból, de 2015-ben még mindig 50 darab volt forgalomban. Az utolsót 2020-ban selejtezték.

## Műszaki jellemzők
Ezek a mozdonyok nagyon hasonlítanak az SNCF BB 25500 sorozat mozdonyaira, kivéve, hogy nem tudnak 1,5 kV egyenfeszültség alatt közlekedni. A BB 17000-es sorozatot két sebességfokozattal szerelték fel, amelyek lehetővé tették a tehervonatok 90 km/h, a személyvonatok 140 km/h sebességű vontatását. A 2940 kW-os folyamatos teljesítményű mozdonyok alkalmasak voltak arra is, hogy a személyvonatokat továbbítsanak a fővonalakon. Elsősorban a 25 kV-os villamosított vonalakon használták őket Észak- és Kelet-Franciaországban.
Összesen három különböző karosszéria-változat létezett. A 17001-17037 típusok 13,604 méter hosszú, függőleges homlokzatú vázzal rendelkeztek. A 17038-17105 típusok 13,7 méter hosszú, függőleges homlokzatú vázzal rendelkeznek. A 17005 az egyetlen, amelyiknek kicsi az eleje (orra), és 14,38 méter hosszú a váza. Ez a különleges tulajdonsága miatt kapta a mozdony a Donald kacsa becenevet. Azért kapta ezt az eltérő szekrényformát, mert egy baleset után jobb ütközésvédelemmel ellátott mozdonyszekrényt kapott. Ekkoriban egy másik alvázat is kapott, amely tulajdonképpen a BB 25500-aséval egyezik meg. Az átalakított felépítmény miatt egy tonnával nehezebb (79 tonna), mint a többi mozdony, amelyek súlya 78 tonna. Ennek megfelelően az ütközők közötti hossza 14,7 (17001-17037), 14,94 (17038-17105) és 15,57 (17005) méter. A forgóváz méretei azonban mindenhol azonosak. A tengelyek közötti távolság 8,5 méter, a forgóvázban a tengelyek távolsága 1608 mm, ami 9,108 méteres teljes tengelytávot eredményez. Minden kerék névleges átmérője 1100 mm. Mindegyik forgóváz egyetlen vontatómotorral rendelkezik (monomotoros forgóváz), amely egy sebességváltón keresztül mindkét tengelyt meghajtja. A TAB 660 B1 motor kényszerszellőztetett, és 1500 voltos feszültségen 1050 amper névleges áramerősségű.
Az AM 18 U típusú két egykarú áramkollektor egyenlőtlenül van elosztva a 3,58 méter magas tetőn. Az áramszedő érintkezősávjának középpontja a főkapcsoló felőli oldalon 4271 mm távolságra van a doboz közepétől, míg a másik oldalon ez a méret 4239 mm. Mindkét áramszedőnél a középső csukló a mozdony középvonala felé néz.
A mozdonyok ingavonati vezérléssel rendelkeznek, és egy másik mozdonnyal együtt szinkronüzemben is közlekedhetnek. A személyszállító vonatok üzemeltetésére a mozdony "Equipement à Agent Seul" felszereléssel rendelkezik, amely lehetővé teszi a vonatok kalauz nélküli közlekedését. E célból a mozdony és a vonat között hangkapcsolatot is létesítettek.
A mozdony csúszásgátló rendszerrel és több mágnesszelepes pneumatikus fékkel rendelkezik. Az elülső oldalon csak egy csatlakozó van elzárócsapokkal a pneumatikus fék fő légvezetékéhez és egy 9 baros fő légtartályvezetékhez. Másrészt mindkét végén van egy kábel és egy fűtőaljzat a vonatsínhez. Ez 1500 voltos és 50 hertzes feszültséggel működik, ahogyan az Franciaországban szokásos.
Az alapfelszereltségen kívül a mozdony fel van szerelve a "Contrôle de vitesse par balises", a "Repetition des signaux optique" és a "Radio sol train" vonatrádióval. A "Veille Automatique à contrôle de maintien d'appui" biztonsági áramkörként van felszerelve.